# Ridsport vid olympiska sommarspelen 1984
Ridsport vid olympiska sommarspelen 1984 avgjordes mellan den 3 augusti och 10 augusti 1984 på den etablerade anläggningen Santa Anita Park i Arcadia i Kalifornien.

## Medaljtabell
| Pl. | Nation         | Guld | Silver | Brons | Totalt |
| --- | -------------- | ---- | ------ | ----- | ------ |
| 1   | USA            | 3    | 2      | 0     | 5      |
| 2   | Västtyskland   | 2    | 0      | 2     | 4      |
| 3   | Nya Zeeland    | 1    | 0      | 0     | 1      |
| 4   | Storbritannien | 0    | 2      | 1     | 3      |
| 5   | Schweiz        | 0    | 1      | 2     | 3      |
| 6   | Danmark        | 0    | 1      | 0     | 1      |
| 7   | Sverige        | 0    | 0      | 1     | 1      |

## Medaljsammanfattning

### Dressyr
| Gren                            | Guld                                              | Guld                                              | Silver                                                           | Silver                                                           | Brons                                                 | Brons                                                 |
| ------------------------------- | ------------------------------------------------- | ------------------------------------------------- | ---------------------------------------------------------------- | ---------------------------------------------------------------- | ----------------------------------------------------- | ----------------------------------------------------- |
| Individuell dressyr detaljer    | Reiner Klimke Västtyskland                        | Reiner Klimke Västtyskland                        | Anne-Grethe Jensen Danmark                                       | Anne-Grethe Jensen Danmark                                       | Otto Hofer Schweiz                                    | Otto Hofer Schweiz                                    |
| Lagtävlingen i dressyr detaljer | Västtyskland Herbert Krug Uwe Sauer Reiner Klimke | Västtyskland Herbert Krug Uwe Sauer Reiner Klimke | Schweiz Otto Hofer Christine Stückelberger Amy-Cathérine de Bary | Schweiz Otto Hofer Christine Stückelberger Amy-Cathérine de Bary | Sverige Louise Nathhorst Ingamay Bylund Ulla Håkanson | Sverige Louise Nathhorst Ingamay Bylund Ulla Håkanson |

### Fälttävlan
| Gren                               | Guld                                                                            | Guld                                                                            | Silver                                                                | Silver                                                                | Brons                                                                        | Brons                                                                        |
| ---------------------------------- | ------------------------------------------------------------------------------- | ------------------------------------------------------------------------------- | --------------------------------------------------------------------- | --------------------------------------------------------------------- | ---------------------------------------------------------------------------- | ---------------------------------------------------------------------------- |
| Individuell fälttävlan detaljer    | Mark Todd Nya Zeeland                                                           | Mark Todd Nya Zeeland                                                           | Karen Stives USA                                                      | Karen Stives USA                                                      | Virginia Holgate Storbritannien                                              | Virginia Holgate Storbritannien                                              |
| Lagtävlingen i fälttävlan detaljer | USA John Michael Plumb Karen Stives Torrance Watkins-Fleischmann Bruce Davidson | USA John Michael Plumb Karen Stives Torrance Watkins-Fleischmann Bruce Davidson | Storbritannien Virginia Holgate Ian Stark Diana Clapham Lucinda Green | Storbritannien Virginia Holgate Ian Stark Diana Clapham Lucinda Green | Västtyskland Dietmar Hogrefe Bettina Overesch Burkhard Tesdorpf Claus Erhorn | Västtyskland Dietmar Hogrefe Bettina Overesch Burkhard Tesdorpf Claus Erhorn |

### Hoppning
| Gren                             | Guld                                                    | Guld                                                    | Silver                                                               | Silver                                                               | Brons                                                                     | Brons                                                                     |
| -------------------------------- | ------------------------------------------------------- | ------------------------------------------------------- | -------------------------------------------------------------------- | -------------------------------------------------------------------- | ------------------------------------------------------------------------- | ------------------------------------------------------------------------- |
| Individuell hoppning detaljer    | Joe Fargis USA                                          | Joe Fargis USA                                          | Conrad Homfeld USA                                                   | Conrad Homfeld USA                                                   | Heidi Robbiani Schweiz                                                    | Heidi Robbiani Schweiz                                                    |
| Lagtävlingen i hoppning detaljer | USA Joe Fargis Leslie Burr Conrad Homfeld Melanie Smith | USA Joe Fargis Leslie Burr Conrad Homfeld Melanie Smith | Storbritannien Michael Whitaker Steven Smith Tim Grubb John Whitaker | Storbritannien Michael Whitaker Steven Smith Tim Grubb John Whitaker | Västtyskland Fritz Ligges Franke Sloothaak Peter Luther Paul Schockemöhle | Västtyskland Fritz Ligges Franke Sloothaak Peter Luther Paul Schockemöhle |

Denna tabell: visa • redigera